# دانیل بارلاسر
دانیل بارلاسر (انگلیسی: Daniel Barlaser؛ زادهٔ ۱۸ ژانویهٔ ۱۹۹۷) بازیکن فوتبال اهل بریتانیا است.
از باشگاه‌هایی که در آن بازی کرده‌است می‌توان به باشگاه فوتبال نیوکاسل یونایتد اشاره کرد.
وی همچنین در تیم‌های ملی فوتبال Turkey national under-16 football team, Turkey national under-17 football team، و زیر ۱۸ سال انگلستان بازی کرده‌است.